# 다바 케이토
다바 케이토(Dabba-Kato, 1987년 5월 26일 ~ )는 폴란드의 남자 프로레슬링 선수다. 키는 206cm(6ft 9 in)에다가 몸무게는 177kg(390lb)이다. 주로 2016년 프로레슬링 입문으로 마무리는 런닝 점핑 스플래쉬, 나이지리안 네일(하이 스피드 썸 쓰러스트)라고 하는데 우마가랑 비슷한 피니쉬라고 한다. 게다가 닐링 스파인버스터, 초크슬램, 스윙 레그 훅 벨리 투 백 수플렉스, 스쿱 사이드 슬램, 싯아웃 두 핸드 초크슬램, 케이토 슬램(런닝 파워슬램)으로 사용한다. 이전에는 이름이 바바툰데 아이예부시(Babatunde Aiyegbusi)에다가 본명은 바바툰드 슈카스 아이예부시(Babatunde Łukasz Aiyegbusi)다. 주로 엄청난 체격으로 브라운 스트로우먼, 키스 리, 킬리안 데인보다 비슷하다. 딱 보면 눈빛만 봐도 대박으로 카리스마도 대박이다. 현재 WWE 링네임이 커맨더 아지즈(Commander Azeez)다. 다만 아폴로 크루즈랑 붙어 다니는 일이 있었으나... 2023년 WWE NXT 링네임이 다바 케이토(Dabba-Kato)이라는 사용을 한다. 그러나 2023년 9월 중순에서 WWE 방출당한다. 

## Professional wrestling highlights
- Finishing moves
  - Chokeslam - 2020-2021
  - Kato Slam (Running powerslam) - 2023
  - Kneeling spinebuster - 2020-2021
  - Nigerian Nail (High speed thumb thrust) - 2021-2023
  - Running jumping splash - 2018-2020
  - Scoop side slam - 2021-2023
  - Sitout two-handed chokeslam - 2023
  - Swinging leg hook belly to back suplex - 2018-2020
- Signature moves
  - Body slam
  - Clubbing forearm smash
  - Canadian backbreaker
  - Coconut crush
  - Foot choke
  - Jumping dropkick
  - Jumping elbow drop
  - Mongolian chop
  - Multiple suplex variations
    - Delayed double underhook
    - Spinning back
    - Vertical

  - Overhead chop
  - Rebound Elbow Smash (Pendulum elbow smash)
  - Running big boot
  - Scoop side slam
  - Shoulder claw
  - Snake eyes
  - Stinger splash
  - Thunderous chop

- Entrance themes
  - "Africa by Any Means" by Jay Karas (WWE; 2020-2021)
  - "To the Top (Nigerian Royalty Remix)" by CFO$ feat Supreme Madness (WWE; 2021-2023; used in conjunction with Apollo Crews)
  - "Africa By Any Means" by Def Rebel (WWE NXT; 2023)
  - "The Lion's Den" by Def Rebel (WWE NXT; 2023)

## 기타
- 아들이 있는 유부남이다.
- 미네소타 바이킹스에서 활동한 미식축구선수다.
- WWE가 제작한 넷플렉스 영화 매직 마스크 프로레슬링에 WWE에서 활동중인 선수들과 같이 출연했다.

## 같이 보기
- 브라운 스트로우먼
- 키스 리
- 킬리안 데인
- 오모스